# Goran Ivanišević
Goran Simun Ivanišević, hrvaški tenisač, * 13. september 1971, Split, Socialistična federativna republika Jugoslavija.
Ivanišević se je v svoji karieri štirikrat uvrstil v finala turnirjev za Grand Slam, vselej na turnirjih za Odprto prvenstvo Anglije. Po tem, ko je prva tri finala izgubil proti Andreju Agassiju v petih nizih ter dvakrat proti Petu Samprasu v treh in petih nizih, se je leta 2001 kot nepostavljen Wild Card tenisač še četrtič uvrstil v finale, kjer je v petih nizih premagal Patricka Rafterja. Na turnirjih za Odprto prvenstvo ZDA se mu je leta 1996 uspelo uvrstiti v polfinale, na turnirjih za Odprto prvenstvo Avstralije in Odprto prvenstvo Francije pa po trikrat v polfinale. 4. julija 1994 je z drugim mestom dosegel svojo najboljšo uvrstitev na moški teniški lestvici ATP. V svoji karieri je osvojil 22 turnirskih zmag ter zabeležil 599 zmag in 333 porazov, oziroma 64,3% uspešnost. Leta 2020 je bil sprejet v Mednarodni teniški hram slavnih.

## Finali Grand Slamov (4)

### Zmage (1)
| Leto | Turnir                   | Nasprotnik v finalu | Rezultat finala         |
| 2001 | Odprto prvenstvo Anglije | Patrick Rafter      | 6–3, 3–6, 6–3, 2–6, 9–7 |

### Porazi (3)
| Leto | Turnir                       | Nasprotnik v finalu | Rezultat finala               |
| 1992 | Odprto prvenstvo Anglije     | Andre Agassi        | 6–7(8), 6–4, 6–4, 1–6, 6–4    |
| 1994 | Odprto prvenstvo Anglije (2) | Pete Sampras        | 7–6(2), 7–6(5), 6–0           |
| 1998 | Odprto prvenstvo Anglije (3) | Pete Sampras        | 6–7(2), 7–6(9), 6–4, 3–6, 6–2 |